# メイリアンヌ・エグロン
メイリアンヌ・エグロンことマリー＝アントワネット・ヴィレムゼン（Meyrianne Héglon、Marie-Antoinette Willemsen 1867年6月21日 - 1942年1月11日）は、ベルギーのオペラ歌手。作曲家のグザヴィエ・ルルーとの結婚後はエグロン＝ルルー婦人として知られた。

## 生涯
ブリュッセルに生まれた。マリー・ザッセ、バルトート、テキ（Tequi）、ルイ＝アンリ・オバンに師事した後、ロジーヌ・ラボルドの下で研鑽を続けた。1890年11月にパリのオペラ座において『リゴレット』でデビューを果たした。
1894年から1895年にかけてと、その後1901年から1902年にはモネ劇場で歌った。1898年、1899年はヘントで招待演者として活躍した。
1897年から1907年には頻繁にパリ・オペラ座の舞台に上がった。1898年4月7日にはベルディの『聖歌四篇』の世界初演に参加しており、エグロンとマリー・デルナがメゾソプラノ、アイノ・アクテとルイーズ・グランジャンがソプラノで、ポール・タファネルが指揮をするパリ音楽院管弦楽団のコンサートでの一幕だった。1901年にはルルーの『Astarté』の初演でOmphale役を歌っており、この時はルイーズ・グランジャン、アルベール・アルヴァレス、フランシスク・デルマとの共演だった。
エグロンはキャリアの大半をモンテカルロ歌劇場で過ごした。1898年10月4日に『アイーダ』のアムネリスをイタリア語で3回、またイジドール・ド・ララの『メッサリーヌ』の初演でタイトル・ロールを4回演じるという契約にサインした。カミーユ・サン＝サーンスからは知遇を得て、1904年には彼の『サムソンとデリラ』の舞台にも上がっている。
1989年にはロイヤル・オペラ・ハウスで『ヘンリー八世』のアン・ブーリン役を演じた。同劇場では1899年7月13日にも『メッサリーヌ』のタイトル・ロールを担い、このときはアルベール・アルヴァレスがエリオン、モーリス・ルノーがアレを演じた。ベルギーの主要なオペラ・ハウスでも歌を披露している。オペラ＝コミック座では1905年11月7日にアレクサンドル・ジョルジュの『Miarka』の初演でLa Vougneを歌い、同作品のロンドン初演の舞台にも上がった。
舞台を退いた後は歌唱指導を行った。著名な門人にはフランスのソプラノであるニノン・ヴァランがいる。
1917年4月8日に、夫のグザヴィエ・ルルーが自作『Les cadeaux de Noël』を指揮した。参加したのは全てエグロンの教え子であった。1918年4月6日には夫が『1814年』を演奏、この公演のために彼女は一時引退を撤回して母親役を歌っている。
1904年にはグラモフォン・カンパニーへ録音を行っている。彼女の声はアルバム『The Record of Singing Volume I (1899-1919)』で聴くことができる。

## レパートリー
- カサンドル - 『トロイアの人々』
- Uta - 『Sigurd』
- エドヴィージュ - 『ウィリアム・テル』
- アムネリス - 『アイーダ』
- デリラ - 『サムソンとデリラ』
- フリッカ - 『ワルキューレ』
- Yamina - 『黒い山』（オーギュスタ・オルメス作）
- La Reine - 『ハムレット』
- アン - 『ヘンリー八世』
- フィデス - 『預言者』

## 初演
パリ・オペラ座にて
- 1893年5月12日: シュヴェルトライテ - 『ワルキューレ』
- 1894年3月16日: ミルタル - 『タイス』
- 1894年5月25日: Ourvaci - 『Djelma』
- 1894年10月10日: エミーリア - 『オテロ』
- 1895年2月8日: Dara - 『黒い山』[5]
- 1898年12月23日: Pyrrha - 『La Burgonde』
- 1901年2月: Omphale - 『Astarté』
- 1901年: Frédégonde - 『フレデゴンド』
- 1901年10月23日: リヴィー - 『野蛮人』
- 1902年1月3日: エルダ - 『ジークフリート』[6]
- Liba - 『La Cloche du Rhin』[7]
- テオドーラ - 『テオドーラ』（ヘンデル）